# Schismaderma
Schismaderma – rodzaj płazów bezogonowych z rodziny ropuchowatych (Bufonidae).

## Rozmieszczenie geograficzne
Rodzaj obejmuje gatunki występujące w Tanzanii i południowo-wschodniej Demokratycznej Republice Konga, przez wschodnią Angolę do północno-wschodniej Prowincji Przylądkowej Północnej (Południowa Afryka).

## Systematyka
Rodzaj zdefiniował w 1849 roku szkocki zoolog Andrew Smith w publikacji własnego autorstwa zatytułowanej Ilustracje zoologiczne Afryki Południowej, składające się głównie z rysunków i opisów obiektów historii naturalnej zebranych podczas ekspedycji w głąb Afryki Południowej w latach 1834, 1835 i 1836; przygotowane przez „Stowarzyszenie Przylądka Dobrej Nadziei do eksploracji Afryki Środkowej”: wraz ze streszczeniem zoologii Afryki i badaniem zasięgu geograficznego gatunków w tej części globu. Gatunkiem typowym jest (oznaczenie monotypowe) ropucha czerwona (S. carens).

### Etymologia
Schismaderma: gr. σχισμα skhisma, σχισματος skhismatos ‘rozszczep, szczelina’; δερμα derma, δερματος dermatos ‘skóra’.

### Podział systematyczny
Do rodzaju należą następujące gatunki:
- Schismaderma branchi Baptista, Vaz Pinto, Keates, Edwards, Rödel & Conradie, 2021
- Schismaderma carens (Smith, 1848) – ropucha czerwona[5]